# Pana (ort i Burkina Faso)
Pana är en ort i Burkina Faso.   Den ligger i regionen Boucle du Mouhoun, i den västra delen av landet, 190 km väster om huvudstaden Ouagadougou. Pana ligger 288 meter över havet och antalet invånare är 812.
Terrängen runt Pana är platt. Närmaste större samhälle är Nanou, 16,9 km sydost om Pana.
Omgivningarna runt Pana är en mosaik av jordbruksmark och naturlig växtlighet. Runt Pana är det ganska glesbefolkat, med 42 invånare per kvadratkilometer.